# Nyctonympha carcharias
Nyctonympha carcharias är en skalbaggsart som först beskrevs av Auguste Lameere 1893.  Nyctonympha carcharias ingår i släktet Nyctonympha och familjen långhorningar.
Artens utbredningsområde är Venezuela. Inga underarter finns listade i Catalogue of Life.